# شركة تارجت
تعد شركة تارجت ثامن أكبر متاجر تجزئة في الولايات المتحدة، وهي مكون من مؤشر S&P 500. تأسست الشركة من قبل جورج دايتون ومقرها في منيابولس، وتم تسمية الشركة في الأصل باسم جود فيلو للبضائع الجافة في يونيو 1902 قبل إعادة تسميتها باسم شركة دايتون للسلع الجافة في عام 1903 ثم فيما بعد باسم شركة دايتون في عام 1910. تم افتتاح أول متجر تارجت في روزفيل ، مينيسوتا في عام 1962 بينما تم تغيير اسم الشركة الأم إلى شركة دايتون في عام 1967. أصبحت دايتون هدسون كوربوريشن بعد دمجها مع شركة جيه إل هدسون في عام 1969 وحصلت على ملكية العديد من سلاسل المتاجر بما في ذلك دايتون، هدسون، مارشال فيلدز، وميرفين. لا علاقة له بتارجت أستراليا.
أنشأت الهدف نفسه باعتباره تقسيم الوقت في اليوم من شركة دايتون هدسون في السبعينات؛ بدأت في توسيع المتجر على مستوى البلاد في الثمانينيات من القرن الماضي وأدخلت تنسيقات متاجر جديدة تحت العلامة التجارية تارجت في التسعينيات. لقد وجدت الشركة النجاح كلاعب رخيص في هذه الصناعة. تم تغيير اسم الشركة الأم إلى شركة تارجت في عام 2000، وتجاهلت آخر سلاسل متاجرها في عام 2004. لقد عانى من خرق أمني هائل وحظي بشهرة واسعة لبيانات بطاقة ائتمان العميل وفشل فرعها المستهدف في كندا والتي لم تدم طويلاً في أوائل عام 2010، لكنه حقق نجاحًا متجددًا مع توسعه في الأسواق الحضرية داخل الولايات المتحدة. في عام 2013، تعرضت شركة تارجت (Target) لاختراق أمني كبير يعتبر واحدًا من أكبر الاختراقات في تاريخ الشركات. في هذا الاختراق، تم سرقة معلومات شخصية لما يقرب من 41 مليون عميل، بما في ذلك معلومات بطاقات الائتمان والخصوصية الشخصية. تم تنفيذ الاختراق عن طريق استخدام برمجية خبيثة (malware) تسمى "BlackPOS"، وهي برمجية تستهدف نظام نقاط البيع (Point of Sale) الذي يستخدمه تارجت. تم استغلال ثغرة في هذا النظام لاختراق البيانات وسرقتها. الاختراق تسبب في تأثيرات كبيرة على شركة تارجت وعلى العملاء المتضررين. تكبدت الشركة خسائر مالية كبيرة، من جراء الإجراءات القانونية والتعويضات التي قد تكونت على إثر الاختراق. أيضًا، تأثر سمعة الشركة وثقة العملاء بها. بعد الاختراق، اتخذت تارجت إجراءات تعزيز الأمان وحماية البيانات لتفادي وقوع مثل هذه الحوادث في المستقبل. كما تعاونت مع الجهات القضائية والمختصة لمعرفة هوية المسؤولين عن الهجوم ومحاسبتهم. الاختراق الذي حدث لشركة تارجت يعد تذكيرًا هامًا للشركات بأهمية تأمين بيانات العملاء والاستثمار في الأمان السيبراني. يجب أن يكون لدى الشركات استراتيجيات وإجراءات قوية للوقاية من الاختراقات وحماية البيانات الحساسة للعملاء. 
اعتبارا من 26 مايو 2019، والهدف تدير 1871 مخازن في جميع أنحاء الولايات المتحدة. في عام 2018 احتلت الشركة المرتبة رقم 39 في قائمة فورتشين 500 لأكبر الشركات في الولايات المتحدة من حيث إجمالي الإيرادات. تتضمن تنسيقات البيع بالتجزئة الخاصة بها متجر الهدف (تارجت ستور)، وسوبر تارجت (السوبر ماركت)، و (المتاجر الصغيرة) التي سميت سابقًا سيتي تارجت وترجت اكسبريس قبل دمجها تحت العلامة التجارية تارجت. غالبًا ما يتم التعرف على الهدف لتركيزه على «احتياجات المتسوقين الأصغر سناً الذين لديهم وعي بالصور»، بينما تعتمد منافستها «وول مارت» بدرجة أكبر على استراتيجيتها المتمثلة في «الأسعار المنخفضة دائمًا».

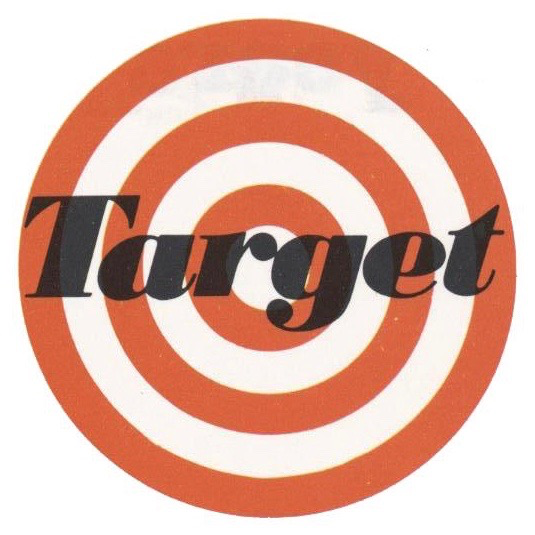
الشعار المستهدف ، 1962-1967
الشعار المستهدف ، 1968 حتى الآن
الشعار المستهدف ، يستخدم كشعار أساسي من عام 1975 إلى عام 2004 وشعار ثانوي من 2004 إلى 2018
الشعار المستهدف ، 2004-2008
الشعار المستهدف ، 2018 حتى الآن
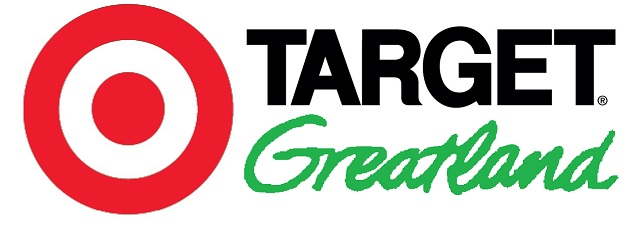
Target Greatland logo، 1990-2006
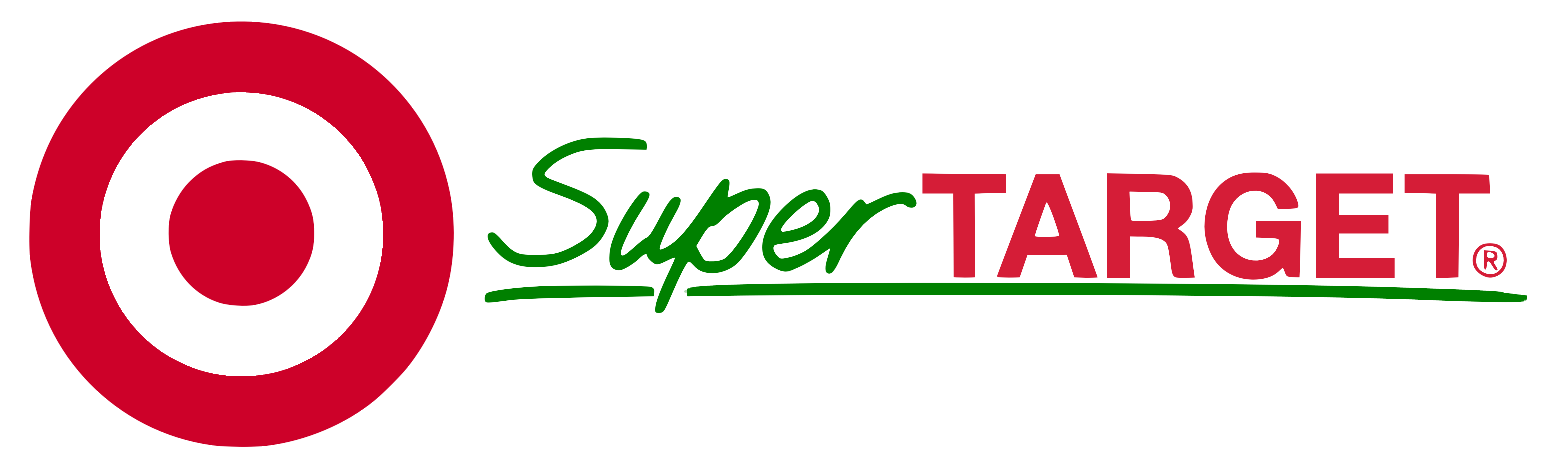
شعار SuperTarget الأصلي ، 1995-2006
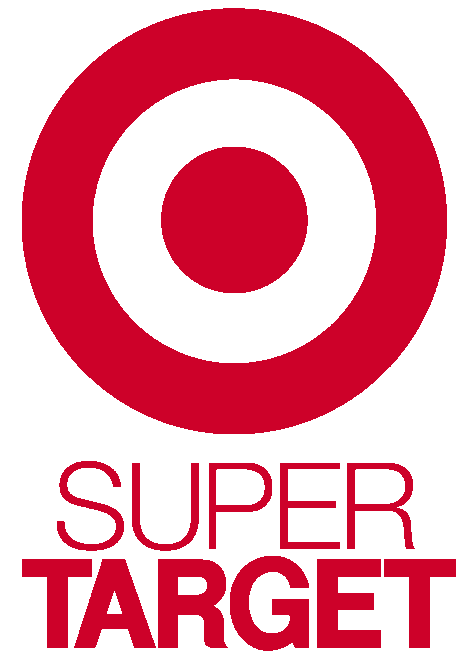
شعار SuperTarget الثاني ، 2006-2018
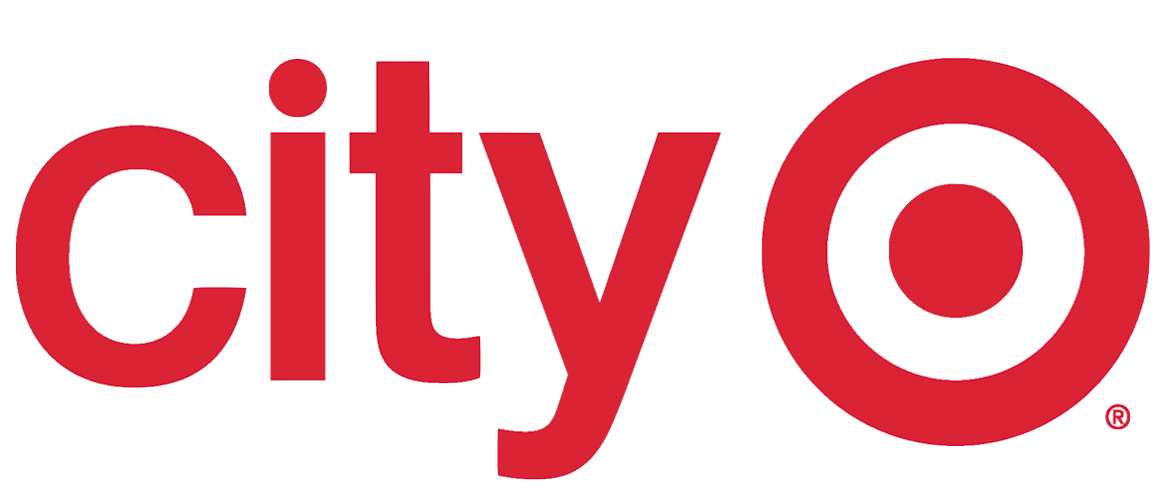
شعار CityTarget ، 2012-2015
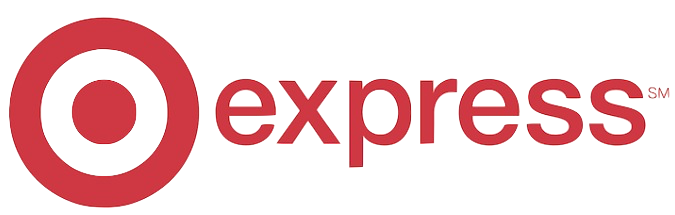
شعار TargetExpress ، 2014-2015
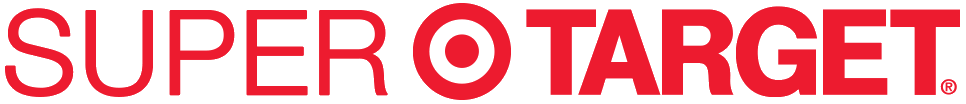
شعار Super Target ، 2004-2018

## قائمة المراجع
- ليبريك، كريستال (2013). دايتون: مؤسسة المدن المزدوجة .

## وصلات خارجية
- شركة تارغت على موقع الموسوعة البريطانية (الإنجليزية)
- شركة تارغت على موقع قاعدة بيانات برودواي على الإنترنت (الإنجليزية)
- الموقع الرسمي
 لتجارة التجزئة الموقع
  - موقع شركة الهدف
  - الهدف صفحة التسوق الدولية نسخة محفوظة 26 يناير 2020 على موقع واي باك مشين.